# Procedura di Hartmann
Con la locuzione procedura di Hartmann si fa riferimento a un intervento chirurgico che prevede la resezione totale del colon sigma e della porzione prossimale del retto. Un tempo gravato da elevata morbilità e mortalità, oggi l'affinamento delle tecniche chirurgiche, l'introduzione delle suturatrici meccaniche, la migliore gestione perioperatoria e il miglioramento dell'antibiotico terapia hanno ridotto notevolmente le complicanze di questo intervento.

## Storia
Descritta per la prima volta da Henri Hartmann nel 1921, dieci anni dopo nel 1931, tale operazione venne illustrata nella sua opera "Chirurgie du Rectum" (chirurgia del retto) composta da otto volumi.

## Indicazioni
Tale procedura è indicata per:
- Complicazioni acute di patologie benigne del colon e del sigma
  - perforazione in corso di diverticolite
  - Volvolo necrotico del colon sigma
  - Traumi del colon sigma
  - Colite ischemica
- Complicazioni acute di patologie maligne del colon sigma
  - Perforazione di cancro del colon-retto in pazienti che non possono tollerare la Resezione addomino perineale
- Cancro del colon-retto
  - Pazienti che non possono tollerare l'amputazione addomino-perineale
  - Chirurgia palliativa

## Tempi di intervento e tecnica
L'intervento di Hartmann è una colectomia totale del sigma allargata alla porzione prossimale del retto, con colostomia terminale in fossa iliaca sinistra e chiusura e affondamento retroperitoneale del moncone rettale. Questo primo momento, oltre all'intento curativo, è atto a garantire il "raffreddamento" del monconi colici prima di effettuare un eventuale ristabilimento della continuità intestinale. Infatti, un unico tempo di intervento (resezione-anastomosi) risulterebbe gravato da complicanze quali deiscenza dell'anastomosi colo-rettale. L'intervento inizia con un'incisione della parete addominale anteriore (es: incisione xifo-pubica) e apertura del peritoneo. Esplorato il cavo addominale si procede alla mobilizzazione di retto e sigma con sezione del mesosigma e del mesoretto e con legatura dei vasi arteriosi e venosi, avendo cura di risparmiare l'arteria mesenterica inferiore. Posizionato un enterostato a monte della porzione del sigma da resecare, si procede alla sezione e protezione del moncone colico; analogamente, posizionati due enterostati nella porzione prossimale del retto, si procede alla sezione, disinfezione e successiva chiusura in duplice sutura del moncone. Alternativamente, possono essere usate suturatrici meccaniche. Viene in seguito praticata una colostomia secondo la tecnica più opportuna. L'intervento finisce affondando il moncone rettale nello spazio extraperitoneale, chiusura del peritoneo e applicazione di uno o più drenaggi in aspirazione. In caso di peritonite, il cavo addominale deve essere opportunamente lavato plurime volte con soluzione fisiologica e antibiotici. A distanza di tre mesi per sepsi non molto gravi, di 4-12 mesi per sepsi gravi e di circa sei mesi se si è optato per l'intervento di Hartmann per la terapia chirurgica del carcinoma del colon-retto, si può procedere all'anastomosi del moncone colico con quello rettale, eliminando la stomia e ristabilendo la continuità intestinale. Questo secondo intervento può essere fatto con tecnica tradizionale o con suturatrici circolari.